# IOS 10
iOS 10 és la desena versió principal del sistema operatiu mòbil iOS desenvolupat per Apple Inc., sent el successor d'iOS 9. Es va anunciar a la Conferència Mundial de Desenvolupadors de la companyia el 13 de juny de 2016 i es va llançar el 13 de setembre d'aquell any. Va ser succeït per iOS 11 el 19 de setembre de 2017.
iOS 10 incorpora canvis al 3D Touch i a la pantalla de bloqueig. Hi ha funcions noves per a algunes aplicacions: Missatges té emojis addicionals i les aplicacions de tercers poden ampliar la funcionalitat a iMessage, Maps té una interfície redissenyada i funcions addicionals de tercers, l'aplicació Home gestiona els accessoris habilitats per "HomeKit", Fotos té cerca algorítmica. i la categorització de mitjans coneguda com a "Memòries", i Siri és compatible amb sol·licituds específiques d'aplicacions de tercers, com ara iniciar aplicacions d'entrenament, enviar missatges de missatgeria instantània, utilitzar Lyft o Uber o utilitzar funcions de pagament. A iOS 10.3, Apple va presentar el seu nou sistema de fitxers, APFS.
Les ressenyes d'iOS 10 van ser positives. Els revisors van destacar les actualitzacions significatives d'iMessage, Siri, Fotos, 3D Touch i la pantalla de bloqueig com a canvis de benvinguda. El suport de l'extensió de tercers per a iMessage va significar que s'estava "convertint en una plataforma", tot i que la interfície d'usuari va ser criticada per ser difícil d'entendre. La integració de tercers a Siri va ser "gran", tot i que l'assistent de veu va ser criticat per no haver-se tornat més intel·ligent que abans. Els crítics van quedar impressionats amb la tecnologia de reconeixement d'imatges a Fotos, tot i que van assenyalar que encara era un "treball en curs" amb una taxa d'error més alta que la de la competència. 3D Touch "finalment se sent útil" i "funciona en gairebé totes les parts del sistema operatiu". La pantalla de bloqueig era "molt més personalitzable que abans" i els revisors van gaudir que les bombolles de notificació es poguessin ampliar per veure més informació sense necessitat de desbloquejar el telèfon.
Un mes després del llançament, iOS 10 es va instal·lar en el 54% dels dispositius iOS, una "migració una mica més lenta" que per al llançament d'iOS 9, especulat que va ser causada per un problema de llançament primerenc que pot haver "deviat alguns usuaris a descarregar l'actualització".." L'adopció per part dels usuaris d'iOS 10 va augmentar constantment els mesos següents, fins a arribar a un total del 89% dels dispositius actius el setembre de 2017.
iOS 10 és la versió final d'iOS que admet dispositius de 32 bits, inclosos l'iPhone 5, l'iPhone 5c i l'iPad de quarta generació, ja que el seu successor, iOS 11, deixa de ser compatible amb aquests models. iOS 10 també és la versió final d'iOS que admet aplicacions de 32 bits.

## Visió general
iOS 10 es va presentar a la conferència de presentació d'Apple Worldwide Developers Conference el 13 de juny de 2016. La primera versió beta es va posar a disposició dels desenvolupadors registrats després de la presentació. Apple va llançar la primera versió beta pública el 7 de juliol de 2016.
iOS 10 es va llançar oficialment el 13 de setembre de 2016. El llançament inicial va ser problemàtic, amb informes de persones que tenien els seus dispositius en mode de recuperació després de l'actualització.

## Característiques del sistema
El Centre de control es va redissenyar i es va dividir en tres pàgines: una per a la configuració general, com ara commutacions ràpides per al mode avió i el bloqueig d'orientació, una per als controls d'àudio i una altra per controlar els aparells HomeKit (Internet de les coses ), si s'utilitza. Les capacitats 3D Touch es van afegir a diversos commutadors. Les aplicacions mostraven un giny quan es va accedir a la icona de la pantalla d'inici amb 3D Touch. 3D Touch també permet als usuaris prioritzar determinades descàrregues d'aplicacions.
La majoria de les aplicacions predeterminades incloses als dispositius iOS es podrien amagar de la pantalla d'inici i "tornar-se a baixar" des de l'App Store. En fer-ho, s'eliminaria el sandbox de l'aplicació corresponent, que conté dades d'usuari, configuració i memòria cau. L'aplicació també es va ocultar d'altres llocs, com ara la vista "Avui", l'aplicació Configuració i "Compartir fulls", mitjançant la qual l'usuari podia interactuar amb l'aplicació des d'una altra aplicació. Aquesta característica es va insinuar per primera vegada durant una entrevista el setembre de 2015, en què el CEO d'Apple , Tim Cook, va declarar que Apple estava "mirant" permetre als clients eliminar les aplicacions d'estoc no utilitzades.
L'actualització va afegir teclats virtuals QuickType, que, gràcies a les capacitats de completar paraules, podrien predir les respostes probables a les preguntes i suggerir informació rellevant en funció de la ubicació, la disponibilitat del calendari o els contactes. La funció "Definir" a les versions anteriors d'iOS es va substituir per "Buscar amunt" i es va ampliar en utilitat des de només proporcionar definicions fins a recuperar informació d'ubicacions, historial de navegació web, aplicacions baixades, llocs web suggerits i molt més. El teclat QuickType va permetre a l'usuari escriure en diversos idiomes, mentre que també es va afegir la possibilitat de canviar la configuració del teclat específicament per a teclats físics (com ara la correcció automàtica i la majúscula automàtica).
El mecanisme de "lliscant per desbloquejar" a la pantalla de bloqueig es va eliminar a favor de prémer el botó d'inici. De manera similar a la funció de l'Apple Watch, la funció "Raise to Wake", que requereix un dispositiu amb un coprocessador de moviment M9 o més recent, desperta el dispositiu quan l'usuari l'aixeca. La vista "Avui" del Centre de notificacions es va substituir per ginys, accessibles fent lliscar el dit d'esquerra a dreta. A l'iPad, els ginys es podrien mostrar en un disseny de dues columnes.
S'ha eliminat la visualització "Avui" del Centre de notificacions. Les notificacions, ara més grans, es podrien ampliar per mostrar més informació; totes les notificacions no llegides es podrien esborrar alhora amb 3D Touch. Les aplicacions que s'han d'actualitzar amb freqüència van poder tenir notificacions que s'actualitzen en directe. S'ha afegit una barra de cerca de Spotlight al centre de notificacions.
S'ha afegit una nova configuració de lupa que permetia als usuaris fer tres clics al botó d'inici per iniciar l'aplicació Càmera amb l'ampliació activada. També hi havia nous paràmetres de "Filtres de color" per compensar el daltonisme d'un usuari. Les opcions dels filtres de color incloïen escala de grisos, filtre vermell/verd per a la protanopia, filtre verd/vermell per a deuteranopia i filtre blau/groc per a la tritanopia.
Els usuaris podrien activar el mode d'imatge de baixa qualitat a l'aplicació "missatges", que estalvia "que el vostre pobre iPhone s'ompli d'imatges" basat en nous adhesius animats i GIF que es poden enviar a iMessage. El menú Wi-Fi a Configuració mostrava advertències sobre la seguretat d'una xarxa i si una xarxa no tenia connectivitat a Internet. Això es va mostrar a l'usuari com un petit subtext sota el nom de la xarxa Wi-Fi.
A iOS 10.2, una funció "Conserva la configuració" permetia als usuaris configurar l'aplicació Càmera perquè s'iniciés amb determinades configuracions de manera predeterminada. Les opcions incloïen iniciar-se amb el mode Vídeo o Quadrat en comptes del mode Foto, conservar el filtre utilitzat per darrer i conservar la configuració de captura de Live Photos. La música afegida a Apple Music en un dispositiu ara es podria baixar automàticament a altres dispositius mitjançant la configuració "Descàrregues automàtiques". La configuració permetia a l'usuari l'opció de fer que les rutes a l'aplicació Mapes evitessin les carreteres de peatge i/o les autopistes. A iOS 10.3, Configuració es va actualitzar per incloure informació relacionada amb el compte d'ID d'Apple d'un usuari al menú principal, i va incloure una secció que permet als usuaris veure quines aplicacions antigues i sense manteniment no funcionaran en futures versions de iOS. A més, els usuaris ara podrien veure un desglossament del seu emmagatzematge d'iCloud. L'usuari podria activar una configuració perquè Siri anunciï les trucades entrants, amb opcions per a "Sempre", "Auriculars i cotxe", "Només auriculars" i "Mai".
Com a part de les funcions generals de continuïtat introduïdes a iOS 8, una nova funció de porta-retalls universal va permetre als usuaris d'ordinadors personals Mac amb macOS Sierra i dispositius iOS amb iOS 10 copiar fàcilment material a i des de diferents dispositius mitjançant iCloud. Com a part de Continuity, una nova funció de "Teclat de continuïtat" va permetre als usuaris escriure text a un iPhone i fer que el text aparegués en un Apple TV amb tvOS 10, evitant el comandament Siri Remote per a l'entrada de text.
iOS 10 va permetre als usuaris reorganitzar i eliminar aplicacions de la seva pantalla de CarPlay, mitjançant Configuració. A iOS 10.3, Maps on CarPlay va afegir estacions de recàrrega de vehicles elèctrics.
iOS 10 va incloure nous efectes de so per bloquejar el dispositiu i per fer clics de teclat. En el cas que un dispositiu detecti líquid al port Lightning, un avís advertia a l'usuari que desconnecti el cable Lightning i permeti que el port s'assequi. iOS 10 també permetia fer trucades TTY sense cap maquinari addicional. Permet als usuaris trobar el seu Apple Watch mitjançant Find My iPhone. Spotlight podria cercar el contingut de l'iCloud Drive de l'usuari.